# Columbus Circle (Washington)

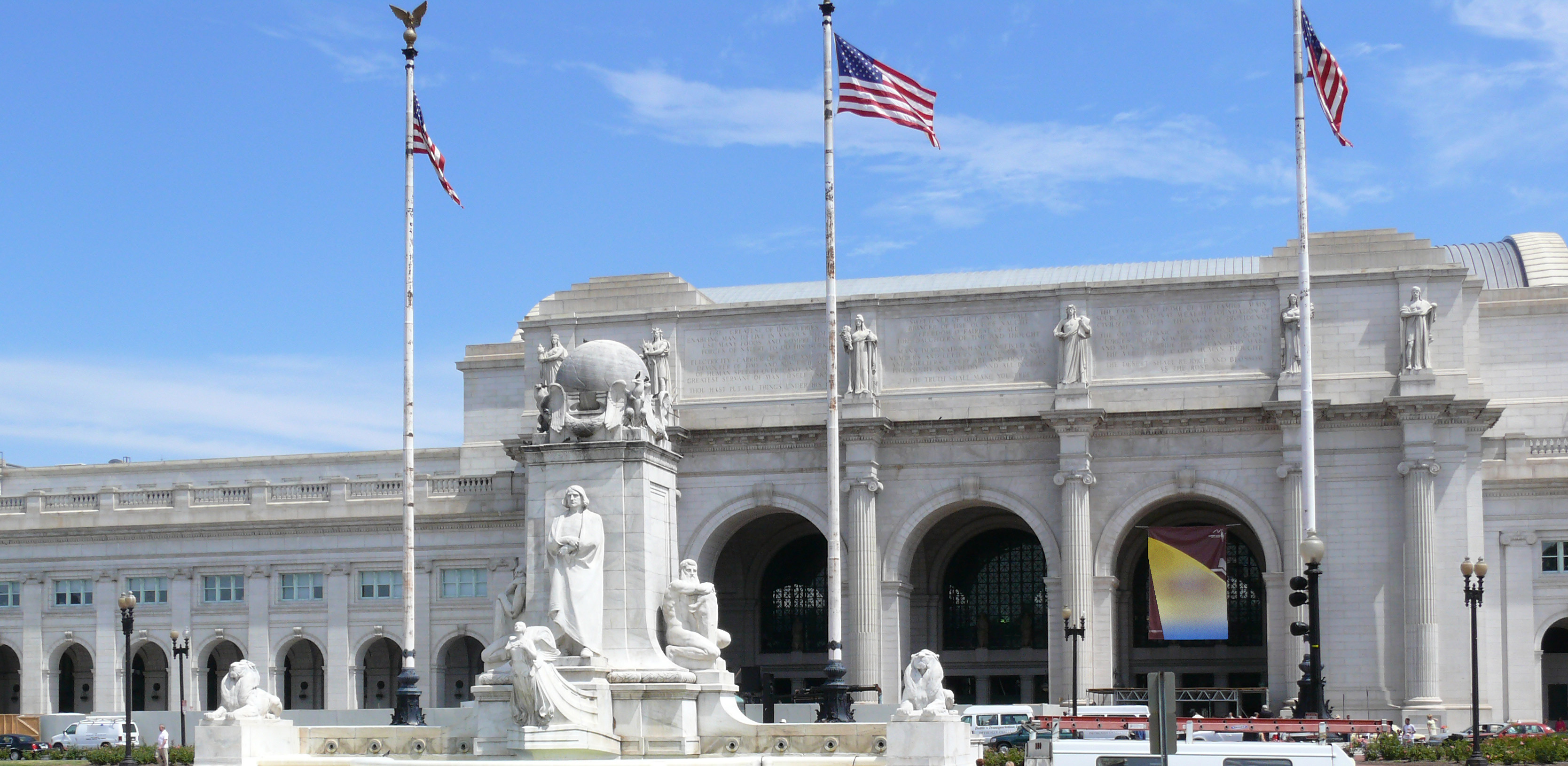
De Columbusfontein op de Columbus Circle

Columbus Circle is het halfronde plein voor het Union Station in Washington. Het ligt op het snijpunt van Delaware Avenue, Louisiana Avenue en Massachusetts Avenue. Het plein ligt op korte afstand van het Capitool en wordt daarmee verbonden door Delaware Avenue. Het plein wordt omringd door vlaggen van elk van de vijftig staten van de VS in de volgorde van toetreding tot de Unie plus de vlaggen van de Amerikaanse gebiedsdelen en het District of Columbia.
Midden op het plein staat een standbeeld van Christoffel Columbus, bekend als de Columbus Statue, Columbus Fountain of Columbus Memorial Fountain. Het monument is gemaakt door de Amerikaanse beeldhouwer Lorado Taft en werd op 8 juni 1912 onthuld. De inscriptie luidt: To the memory of Christopher Columbus whose high faith and indomitable courage gave to mankind a new world / Born MCDXXXVI / Died MDIV ("Ter herinnering van Christoffel Columbus wiens vertrouwen en ontembare moed een nieuwe wereld schonken aan de mensheid /Geboren MCDXXXVI / Overleden MDIV").

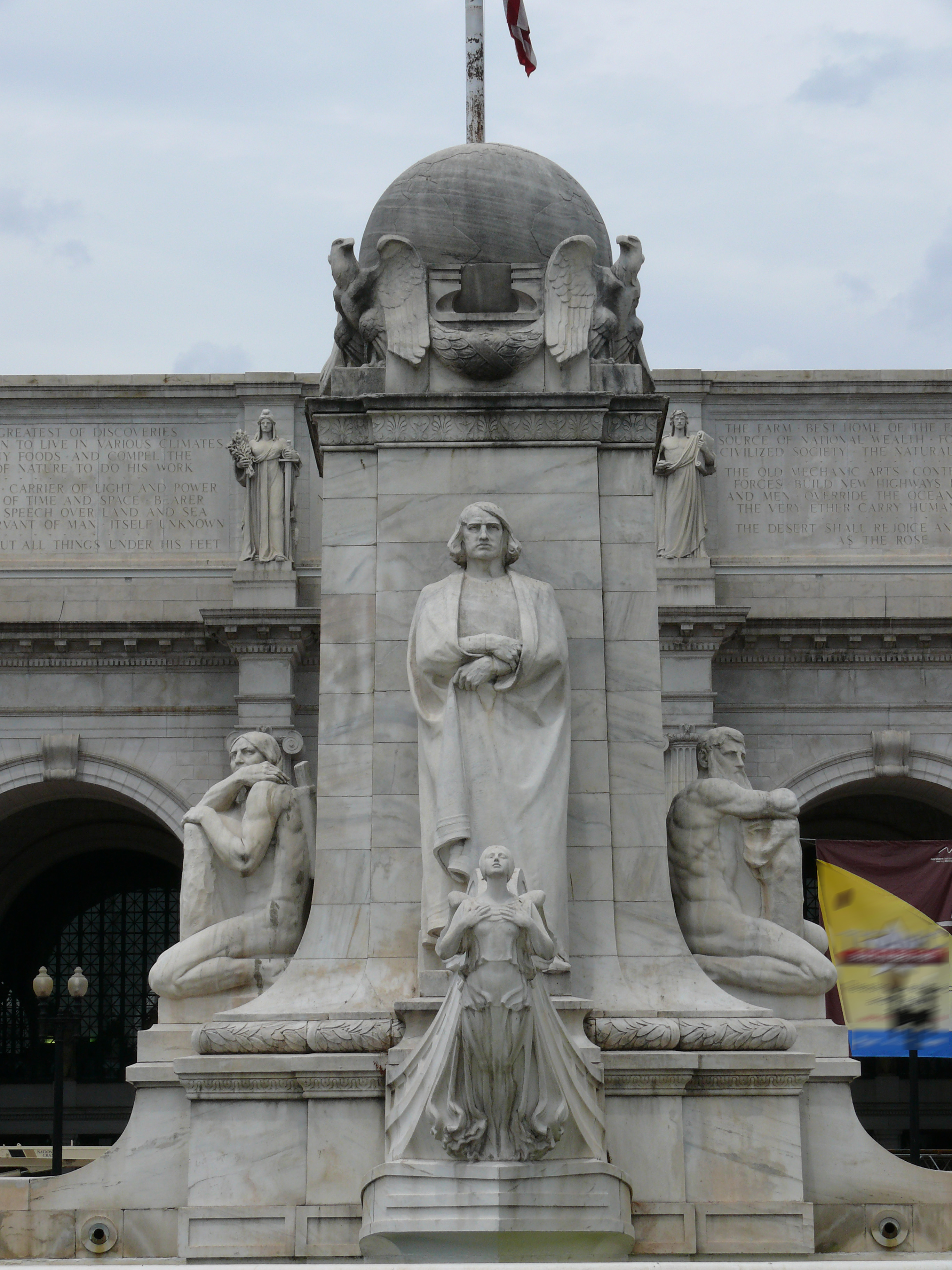
Voorzijde Columbusfontein
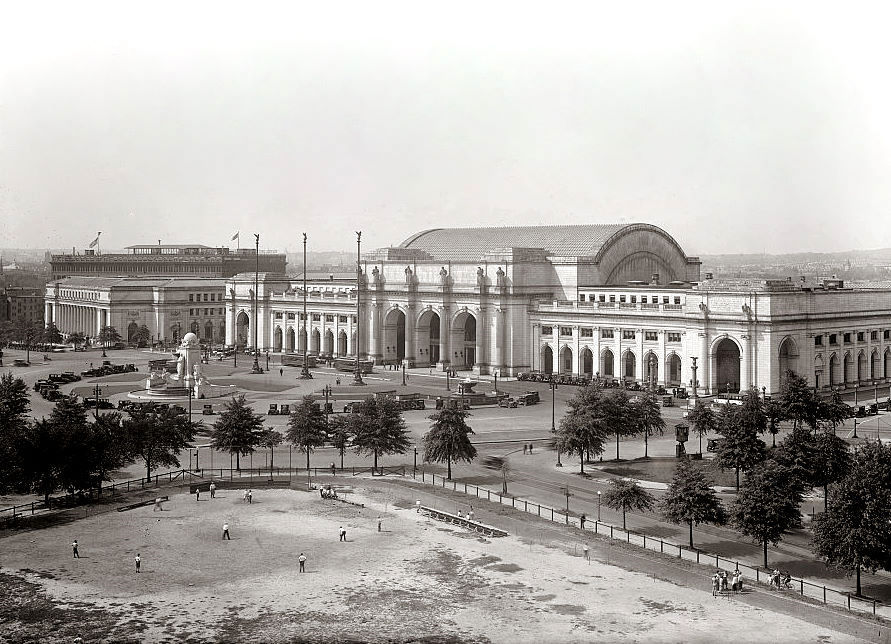
Columbus Circle en het Union Station in 1925